# Viviane Ogou
Viviane Ogou i Corbi (Barcelona, 3 de diciembre de 1997) es una activista y política antirracista y de izquierdas española. Diputada en el Congreso de los Diputados por los Comuns, en el Grupo Parlamentario Plurinacional Sumar desde febrero de 2025, en sustitución de Gala Pin.
Desde 2020, preside la asociación apartidista Puerta de África, que ella misma fundó, y que tiene entre sus objetivos el empoderamiento juvenil y la promoción de los estudios africanos.

## Biografía
Viviane Ogou Corbi estudió la carrera de Relaciones Internacionales por la Universidad Rey Juan Carlos en Madrid, ciudad en la que debutaría en los movimientos antirracista y universitario. Durante esa etapa ahondaría en la historia y política del África Occidental, la Unión Africana, y los conflictos en el Sahel.
Tras graduarse volvería a Barcelona para cursar un máster en Seguridad Internacional por el Instituto Barcelona de Estudios Internacionales, especializándose en mantenimiento de la paz en el Sahel. En 2022, obtendría la beca Talent Global en el Barcelona Centre for International Affairs para estudiar el sentimiento antifrancés en el Sahel. Aunque en sus años posteriores a la universidad se planteó cursar un doctorado, finalmente se decantó por el sector asociativo y la política.[cita requerida]
Muy activa en el sector de las ONGs y los think tanks relativos a las Naciones Unidas, la Unión Europea y el emprendimiento social desde su etapa universitaria. En 2017 cofundó la asociación para la promoción de la paz y la democracia en Mali, llamada La Llar de Sucre.  En 2020, fundaría la "Puerta de África", y más tarde participaría en la fundación de la Comunidad Negro Africana y Afrodescendiente de España, adscribiéndose en la sección territorial de Cataluña. También ha colaborado en diversas ocasiones con el organismo público Casa África en actividades relativas a la migración y la seguridad en el Sahel.[cita requerida]
En julio de 2023 aceptó concurrir en las listas de Comuns-Sumar por la provincia de Barcelona como número 7 y en febrero de 2025 accedió al escaño tras la dimisión de la diputada Gala Pin.[cita requerida]

## Actividad política
En 2022 aceptaría coordinar el Proyecto de País sobre Migraciones en Sumar, decantándose tras las elecciones generales por militar en Barcelona en Comú, Catalunya en Comú y Movimiento Sumar. Actualmente forma parte de la coordinadora de Barcelona en Comú.[cita requerida]
En 2020 y 2021, sería escogida Delegada Joven por España en el Congreso de Autoridades Locales y Regionales del Consejo de Europa, mientras era portavoz de la agrupación de Madrid de la asociación apartidista Equipo Europa, lo que la daría a conocer en el panorama activista español. Como parte de su actividad, co-dirigiría el corto documental “Empezar de Cero” sobre los temporeros de la fresa sin hogar en Lepe. 
En 2022, aceptaría el encargo del Consejo de la Juventud de Barcelona de participar en la redacción del Pacto para el Futuro como Delegada en el Caucus Joven de la organización de Ciudades y Gobiernos Locales Unidos.[cita requerida]
En 2021 y 2022 fue reconocida como “Voz Negra en España” por la Embajada de España en Estados Unidos. En 2021 también ganaría el premio “Héroe Mensajera de la Paz” por la Organización Mundial del Movimiento Scout, y en 2022 el premio “Mujer de Europa” por el Movimiento Europeo y el Lobby Europeo de Mujeres. 
Conocida por su actividad investigadora y divulgadora se ha pronunciado a favor de la acogida de los migrantes y refugiados por vías irregulares en España, y de la Iniciativa Legislativa Popular para una Regularización Extraordinaria para personas extranjeras en España.

## Controversias
En febrero de 2025 hizo pública su propuesta de crear en España un censo racial y cuotas raciales en el empleo, siguiendo el modelo anglosajón, con el objetivo de combatir la desigualdad que sufren las personas afrodescendientes en España. 
Es conocida por utilizar un lenguaje acalorado en sus publicaciones, al hablar de "racismo institucional" o afirmar que "España es un país racista". En sus redes sociales, también ha afirmado en diversas ocasiones la necesidad de plantear una "mirada antirracista y descolonial".
Viviane Ogou ha calificado el Nuevo Pacto sobre Migración asilo como "racista" en su cuenta de "X".